# Ан-248
Ан-248 — проєкт українського далекомагістрального широкофюзеляжного авіалайнера, що розроблявся КБ Антонова.
Авіаційний науково-технічний комплекс ім. О.К. Антонова (Київ) розробляв пасажирську версію літака Ан-225 «Мрія», яка отримала назву Ан-248. Новий український авіалайнер мав скласти конкуренцію найбільшому на той момент пасажирському літаку Airbus-380, який може перевозити за один рейс до 800 пасажирів. 
За результатами попередніх переговорів, керівництво АНТК прийшло до висновку, що в Ан-248 зацікавлені в першу чергу компанії з Саудівської Аравії, Кувейту і ОАЕ. Певну зацікавленість також висловили і деякі великі російські компанії.
Згідно з проектними даними, Ан-248 зможе перевозити до 715 пасажирів в однокласному компонуванні і до 605 в комплектації з окремими персональними люкс-кабінками для особливо важливих персон. Вартість одного такого лайнера не перевищить $ 280 мільйонів.

## Конкуренти
- Airbus-380